# プロピレン
プロピレン (propylene) は、分子式 C3H6、構造式 CH2=CH-CH3 の炭化水素の一種で、炭素の数が3個で二重結合を1個持つアルケンである。主に石油のクラッキングの副産物として生産されている。IUPAC命名法ではプロペン (propene) と呼ばれる。プロピレン単独の重合体であるポリプロピレン (PP) は、ラジカル重合やイオン重合では生成せず、チーグラー・ナッタ触媒などを用いてプロピレンを配位重合させることで得られる。
常温下では無色の気体で、弱い不快臭を有する。
プロピレンの2016年度日本国内生産量は 5,673,124 t、工業消費量は1,660,264 t である。

## 規格
商業的に取引されているプロピレンは、以下の規格がある。
1. ポリマーグレード（純度99.5%以上）
2. ケミカルグレード（純度93 - 94%以上）
3. リファイナリーグレード（純度60%以上）

## 工業的製法
プロピレンの工業的製法として、以下のようなものがある。
1. ナフサや液化石油ガスのスチームクラッキング
2. 製油所で流動接触分解(FCC: Fluid Catalytic Cracking）により得られるオフガス
3. プロパンの脱水素(PDH: Propane dehydrogenation)
4. オレフィンの転化（メタセシス反応によるエチレンと2-ブテンの不均化）
5. メタノールまたはジメチルエーテルの転化(MTO: Methanol-to-Olefin)

## プロピレンを原料とする主な製品
1. 重合反応
  - ポリプロピレン　－ 合成樹脂、繊維、フィルム
  - エチレン・プロピレンコポリマー　－ 合成ゴム
2. 酸素酸化反応
  - 酸化プロピレン　－ ウレタンフォーム
    - プロピレングリコール　－　ポリエステル（PET等）、界面活性剤（AE等）
3. ベンゼンのアルキル化反応
  - クメン
    - フェノール　－　フェノール樹脂、ビスフェノールA、染料・医薬中間体
4. 水和反応
  - 2-プロパノール
    - アセトン　－　メタクリル酸エステル、工業中間体、溶媒
5. アンモ酸化反応（ソハイオ法）
  - アクリロニトリル　－　合成ゴム、合成樹脂
6. ヒドロホルミル化反応（オキソ法）
  - n-プチルアルデヒド　－　工業中間体原料
    - n-プチルアルコール　－　溶剤、香料、可塑剤、医薬品原料

註) 反応名はプロピレンに施す反応名を示し、インデントの違いは更なる化学変換で得られる生成物を示し、"－"の後に用途を示した。